# Andrés Wood
Pour les articles homonymes, voir Wood.
Andrés Wood est un réalisateur, scénariste et producteur chilien, né le 14 septembre 1965 à Santiago du Chili.

## Biographie
Andrés Wood appartient à la génération qui n'a connu l'Unité Populaire et le coup d'État que comme enfant (à la différence de Patricio Guzmán, Miguel Littin ou Raul Ruiz).
Il est issu d'une famille aisée : « J'appartenais comme Gonzalo à la bourgeoisie chilienne, mais à la différence de ce que je montre dans le film Mon ami Machuca, je n'avais pas de problèmes familiaux. Mes parents se sont toujours bien entendus.En revanche, ils étaient de droite, et moi j'avais des idées bien à gauche ", déclare-t-il dans un entretien ». Il a huit ans quand les militaires mettent fin à la présidence de Allende  et à l'expérience de mixité sociale  du père Whelan dans son collège.
Entre 1984 et 1988, il étudie les sciences économiques à l'Université pontificale catholique du Chili. Sa conscience politique débute avec la projection clandestine du documentaire interdit de Patricio Guzmán : La Bataille du Chili.
Il explique : « J'ai participé à de nombreuses manifestations pacifiques contre Pinochet. Le régime faisait peser sur les étudiants une chape de plomb non seulement politique, mais aussi morale, avec un couvre-feu à une heure du matin. »
En 1991, il part étudier le cinéma à l'Université de New-York. Il produit et réalise deux courts métrages en 16 mm : Idilio (1992) et Reunion de Familia (1994), écrit avec Oscar Garaycochea. En 1997 sort Historias de futbol écrite avec René Arcos : «c'est une comédie à sketches qui obtient une mention du jury de San Sebastian, Meilleur film étranger et Meilleur réalisateur à Huelva. » Le film se divise en trois contes d'une demi-heure chacun, le thème commun étant le football ; il raconte les différents aspects de ce sport à travers les différentes région du Chili.
Il filme des spots publicitaires et en 1998 il signe une mini-série TV : El desquite, une histoire adaptée de l'œuvre de Roberto Parra Sandoval : elle montre la réalité de la vie dans les latifundias du Chili. Il obtient pour cette réalisation le Prix du conseil national de la télévision chilienne. La réédition s'est faite sous forme d'un long métrage de deux heures afin d'être présenté en salles. C'est à cette époque qu'il monte une maison de production, Wood Productions avec Francisco Arévalo.
En 2001, La Fièvre de l'ormeau (La fiebre del loco), écrit et réalisé par Andrés Wood, reçoit différents prix internationaux (Biarritz, Lérida, Cartagène, Lima, Madrid) dont celui de meilleur directeur lors du VIII° festival de Cinéma Latino-américain de Catalogne. C'est son deuxième long métrage :  comédie dramatique dans un village de pêcheurs. La fièvre de l'ormeau est sélectionné par la Commission supérieure technique de l'image et du son (CST) pour la démonstration à Paris, le 29 octobre 2001,,, de la première transmission de cinéma numérique par satellite en Europe d'un long métrage cinématographique par Bernard Pauchon, Alain Lorentz, Raymond Melwig et Philippe Binant,.
En 2004, Mon ami Machuca reçoit un bon accueil à la Quinzaine des réalisateurs du Festival de Cannes. Son succès au Chili est immédiat : plus de 700 000 Chiliens le verront[réf. nécessaire].
En 2008 sort son long métrage La buena vida qui remporte le Colón de Oro en Espagne et le Goya du Meilleur Film Hispanoaméricain en février 2009.
Le film suivant, Violeta (Violeta se fue a los cielos), est l'adaptation de la biographie écrite par Angél Parra sur sa mère Violeta Parra. Ce long métrage est plusieurs fois récompensé et reçoit notamment le Grand Prix international du jury du Festival de Sundance en 2012.
En 2013,  il écrit et produit la minisérie télévisée Ecos del desierto, inspirée de l'histoire vécue par l'avocate Carmen Hertz dans sa lutte pour traduire en justice les responsables de la mort de son mari, Carlos Berger : meurtre perpétré par l'armée, dans le cadre de la Caravane de la Mort, peu après le coup d'État de 1973. Ecos de los desiertos est montré par Chilevision en septembre 2013, en rappel des quarante ans du soulèvement militaire.

## Filmographie partielle
- 1992  : Idilio  (court-métrage ; réalisateur et monteur)
- 1994 : Reunión de familia  (court-métrage ; réalisateur)
- 1997 : Historias de fútbol (long métrage ; réalisateur et coscénariste)
- 1998 : El desquite  (mini série pour la  télévision ; réalisateur et coscénariste)
- 2001 : La Fièvre de l'ormeau (La fiebre del loco) (long métrage ; réalisateur et coscénariste)
- 2004 : Mon ami Machuca (long métrage ; réalisateur et coscénariste)
- 2008 : La Buena Vida (long métrage ; réalisateur)
- 2011 : Violeta (Violeta se fue a los cielos) (long métrage ; réalisateur)
- 2019 : La Toile de l'araignée (long métrage ; réalisateur)[10]

## Récompenses et distinctions
- Prix Goya 2009 : meilleur film ibéroaméricain pour La buena vida
- Festival du film de Sundance 2012 : Grand Prix international du jury pour Violeta